# ماريو دورنر
ماريو دورنر (بالألمانية: Mario Dorner)‏ هو لاعب كرة قدم نمساوي في مركز الهجوم، ولد في 21 يناير 1970 في بادن في النمسا. لعب مع أدميرا فاكر مودلينغ ولاسك لينتس ونادي دارلنجتون ونادي سانت بولتن ونادي ماذرويل.

## وصلات خارجية
- ماريو دورنر على موقع قاعدة بيانات كرة القدم.إي يو (الإنجليزية)
- ماريو دورنر على موقع Soccerbase.com (لاعب) (الإنجليزية)
- ماريو دورنر على موقع عالم كرة القدم.نت (الإنجليزية)